# Aleurocanthus palauensis
Aleurocanthus palauensis là một loài côn trùng cánh nửa trong họ Aleyrodidae, phân họ Aleyrodinae.
Aleurocanthus palauensis được Kuwana, năm Kuwana & Muramatsu miêu tả khoa học đầu tiên năm 1931.